# Nerf plantaire latéral
Le nerf plantaire latéral (ou nerf plantaire externe) est un nerf mixte du pied.

## Origine
Le nerf plantaire latéral est la branche terminale latérale du nerf tibial.

## Trajet
Dans la plante du pied, le nerf plantaire latéral a un trajet en avant et latéralement et suit l'artère plantaire latérale jusqu'à la base du cinquième métatarsien. 
Il passe ensuite entre les muscles court fléchisseur des orteils et carré plantaire puis se divise en branches superficielle et profonde entre les muscles court fléchisseur du petit orteil et abducteur du petit orteil.

## Zone d'innervation
et la plupart des muscles profond de la plante du pied. Il est analogue au nerf ulnaire au niveau de la main.

### Innervation motrice
Sur son trajet, le nerf plantaire latéral innerve :
- le muscle carré plantaire,
- le muscle abducteur du petit orteil.

Par son rameau superficiel, il innerve
- le muscle court fléchisseur du petit orteil,
- le muscle opposant du petit orteil,
- les muscles interosseux plantaires et dorsaux du pied du quatrième espace interdigital du pied.

Par son rameau profond, il innerve :
- les autres muscles interosseux,
- le muscle adducteur de l'hallux,
- les trois muscles lombricaux du pied latéraux.

### Innervation sensitive
Le nerf plantaire latéral innerve la partie latérale de la peau de la plante du pied.
La branche superficielle se divise en deux nerfs digitaux plantaires communs qui innervent la peau de la face latérale du petit orteil et du quatrième espace interdigital.

#### Remarque
Le nerf plantaire latéral est analogue au nerf ulnaire au niveau de la main.

## Galerie

Innervation sensitive de la face plantaire du pied droit.